# Verpa
Verpa Sw. (naparstniczka) – rodzaj grzybów z rodziny smardzowatych (Morchellaceae).

## Charakterystyka
Owocniki podobne budową do rodzaju smardz – przeważnie grzyby kapeluszowe z główką. Płodna powierzchnia główki pokryta głębokimi jamkami (alweolami), bruzdami lub fałdami, sporadycznie całkiem gładka.
W Polsce występują tylko dwa gatunki: naparstniczka czeska i n. stożkowata. Obydwa zostały objęte ścisłą ochroną gatunkową.

## Systematyka i nazewnictwo
Pozycja w klasyfikacji według Index Fungorum: Morchellaceae, Pezizales, Pezizomycetidae, Pezizomycetes, Pezizomycotina, Ascomycota, Fungi.
Takson utworzył w 1815 r. Olof Peter Swartz. Synonim nazwy naukowej: Monka Adans., Ptychoverpa Boud., Relhanum Gray.
Polska nazwa podana została w opracowaniu Barbary Gumińskiej i Władysława Wojewody.
Niektóre gatunki:
- Verpa bohemica (Krombh.) J. Schröt. 1893 – naparstniczka czeska
- Verpa chicoensis Copel. 1904
- Verpa conica (O.F. Müll.) Sw. 1815 – naparstniczka stożkowata
- Verpa digitaliformis Pers. 1822
- Verpa formosana Kobayasi 1983
- Verpa helvelloides Krombh. 1831
- Verpa krombholzii Corda 1828
- Verpa perpusilla Rehm 1909
- Verpa speciosa Vittad. 1835

Wykaz gatunków i nazwy naukowe na podstawie Index Fungorum. Obejmuje on wszystkie gatunki występujące w Polsce i niektóre inne. Uwzględniono tylko gatunki zweryfikowane o potwierdzonym statusie. Nazwy polskie według M.A. Chmiel.